# Узелац, Милан Эмиль
Милан Эмиль Узелац (хорв. Milan Emil Uzelac; 26 августа 1867, Коморн — 7 января 1954, Петриня) — австро-венгерский, югославский и хорватский военачальник, командующий ВВС Австро-Венгрии в 1912—1918 годах и ВВС Королевства СХС в 1921—1923 годах; почётный генерал авиации ВВС НГХ в 1941 году.

## Биография

### Служба в Австро-Венгрии
Милан Эмиль Узелац родился 26 августа 1867 года в Коморне (город в Австро-Венгрии, ныне находящийся в Словакии) в крестьянской семье. Его родители были православными христианами, переселившимися из хорватского местечка Сварца. Окончив школу, Узелац отправился служить в Единую армию и окончил 18 августа 1888 года в Военно-техническую академию. Служил во 2-м инженерном батальоне в гарнизонах Полы и Триеста, параллельно изучал электротехнику и сдал экзамены в военно-морской академии Триеста, где получил звание лейтенанта торгового флота. За время службы в торговом флоте Узелац посетил Нью-Йорк.
1 ноября 1898 года Узелац был произведён в капитаны, а через два года перешёл на службу в Клагенфурт. 1 мая 1908 года произведён в майоры. 24 апреля 1912 года по предложению генерала Кробатина майор Узелац был назначен руководителем отделения воздухоплавания, на основе которого были созданы военно-воздушные силы Австро-Венгрии. На протяжении своей жизни он был заинтересован в развитии летательных аппаратов тяжелее воздуха и в применении различных технических новинок. За короткое время он освоил управление самолётом, после чего стал использовать любую возможность для испытания новых самолётов — при ограниченном промышленном потенциале, нехватке ресурсов, непонимании важности авиации военными и бюрократии в государственной системе действия Узелаца оказывали колоссальное влияние на развитие армии. 1 мая 1912 года был произведён в подполковники, а 29 августа получил повышение до полковника.
15 мая 1914 года Узелац, также увлекавшийся полётами на воздушных шарах, получил диплом руководителя Австрийского аэроклуба свободных аэростатов. Во время Первой мировой войны Узелацу запретили вылетать на фронт, однако он регулярно проводил инспекцию рот ВВС. Параллельно он возглавлял Императорско-королевский авиационный арсенал. 7 ноября 1916 года во время одного из испытательных полётов Узелацу стало плохо, и его срочно доставили в больницу. где он и пришёл в себя. В 1917 году император Карл I произвёл Узелаца и эрцгерцога Иосифа Фердинанда в генеральные инспекторы военно-воздушных сил. 1 мая 1918 года Узелац стал генерал-майором. За свою деятельность в развитии ВВС Австро-Венгрии отмечен рядом государственных наград: в 1912 году награждён австрийским Крестом Военных заслуг.

### Служба в Югославии
После Первой мировой войны Узелац переехал в Петриню и заступил на службу в ВВС Королевства сербов, хорватов и словенцев вместе с другими генералами Австро-Венгрии — Рудольфом Майстером и Анте Пливеличем. Служил он с 28 ноября 1919 по 19 августа 1923 года, в 1921—1923 годах командовал югославскими ВВС, а именно Отделением авиации при Министерстве вооружённых сил и военно-морского флота. Узелац отвечал за перевод официальной документации Австро-Венгрии с немецкого языка на сербохорватский, а также технических руководств по эксплуатации самолётов. Он занимался и оснащением югославских ВВС новыми образцами самолётов, .

### Независимое государство Хорватия
В 1941 году благодаря заступничеству своего знакомого Эдмунда Гляйзе фон Хорстенау, коменданта вермахта в Аграме, Узелац не был депортирован. Он стал почётным генералом ВВС Независимого государства Хорватия и Хорватского домобранства. 21 и 22 августа 1942 года по случаю 75-летия Милана Узелаца в Загребе организовали церемонию, на котором присутствовали немецкие, венгерские и хорватские лётчики времён Первой мировой войны.
После войны Узелац был осуждён как военный преступник. 7 января 1954 года он скончался в Петрине и был похоронен на кладбище Мирогой в Загребе.

## Награды
- Крест «За военные заслуги» 3-го класса (Австро-Венгрия)
- Орден Саксен-Эрнестинского дома
- Княжеский орден Дома Гогенцоллернов почётный крест 2-го класса
- Орден Железной короны 3-го класса (Австро-Венгрия)
- Австрийский Императорский орден Леопольда рыцарский крест с воинским отличием
- Орден Меджидие 2-го класса (Османская империя)
- Железный крест 2-го и 1-го класса
- Орден Железной короны 2-го класса с воинским отличием (Австро-Венгрия)
- Крест «За военные заслуги» 2-го класса с мечами и воинским отличием (Австро-Венгрия)